# Alhóndiga de Granaditas
L'Alhóndiga de las Granaditas és un edifici ubicat a la ciutat mexicana de Guanajuato construït a finals del segle xviii, en època del Virregnat de la Nova Espanya, com un centre d'intercanvi comercial i d'emmagatzematge de blat i altres productes agrícoles i de metalls valuosos. És especialment conegut per la massacre de lleialistes que s'hi havien refugiat al principi de la Guerra d'Independència de Mèxic.